# I U koreai herceg
I U koreai herceg (hangul: 이우 공, handzsa: 李鍝 公, RR: Yi Wu; Kjongszong, 1912. november 15. – Hirosima-Ninosima, 1945. augusztus 7.) a Csoszon-dinasztiából származó koreai herceg, az Unhjon-palota ura, második világháborús japán katonatiszt.
Kodzsong koreai császár unokájaként japán katonai nevelésben részesült, és bár japán katonatisztként részt vett a második kínai–japán háborúban, támogatta hazája függetlenségét és a japán elvárásokkal szembeszegülve koreai nőt vett feleségül. A hirosimai atomtámadás során vesztette életét.

## Élete

### Származása és gyermekkora
I U koreai herceg 1912. november 15-én jött világra a japán megszállás alatt lévő Korea fővárosában I Gang koreai császári herceg (1877–1955) és Kim Hungin gyermekeként, illetve másodszülött fiúként. Édesapja Kodzsong koreai császár ötödik fia volt, akinek összesen tizenkét fia és kilenc leánya született feleségétől és ágyasaitól. Édesanyja a herceg második számú ágyasa volt, aki további két fiúgyermeknek volt még az édesanyja. I U herceg gyermekkori neve Szonggil (성길, 成吉) volt.
1917. március 22-én fiúgyermek nélkül halt meg I Dzsunjong koreai herceg, a császár unokaöccse és az Unhjon-palota ura. I Dzsunjong hercegnek mindössze egy ágyastól született leánygyermeke volt, így a halála után tartott családi egyeztetésen a császár és I Gang döntötték el azt, hogy az elhunyt herceg utódjának teszik meg a legközelebbi alkalmas fiúrokont, I U herceget. A herceget május 28-án nyilvánították néhai nagybátyja mostohafiának, és ily módon az ötéves I U herceg örökölte nagybátyja címeit és vagyonát is. A koreai uralkodócsaládnak, és így az Unhjon-palota urának is kijáró rangokat és megszólításokat a japán–koreai megszállási egyezmény után a japán kormány módosította és részben le is fokozta, és így örökölte őket I U is, aki egyszerű, nem uralkodói hercegi címet (kong, 공, 公) viselt – abban az időben rajta és szülőapján kívül senki másnak nem volt ugyanez a rangja. Minthogy az ország japán megszállás alatt volt, az uralkodócsaládnak az utódlást megváltoztató lépéshez a japán kormány engedélyét kellett kérnie, amelyet Taisó japán császár a császári palotahivatalon keresztül különleges rendeletben adott meg ugyanazon a napon, mikor a herceget örökbe fogadták. Augusztus 4-én a hercegi vagyon kezelésére és a gyermek gondozására Dzsunjong herceg özvegyét, kvangszani Kim úrhölgyet és a koreai uralkodócsalád ügyeit intéző hivatal titkárát jelölték ki.

### Tanulmányai és katonai pályafutása

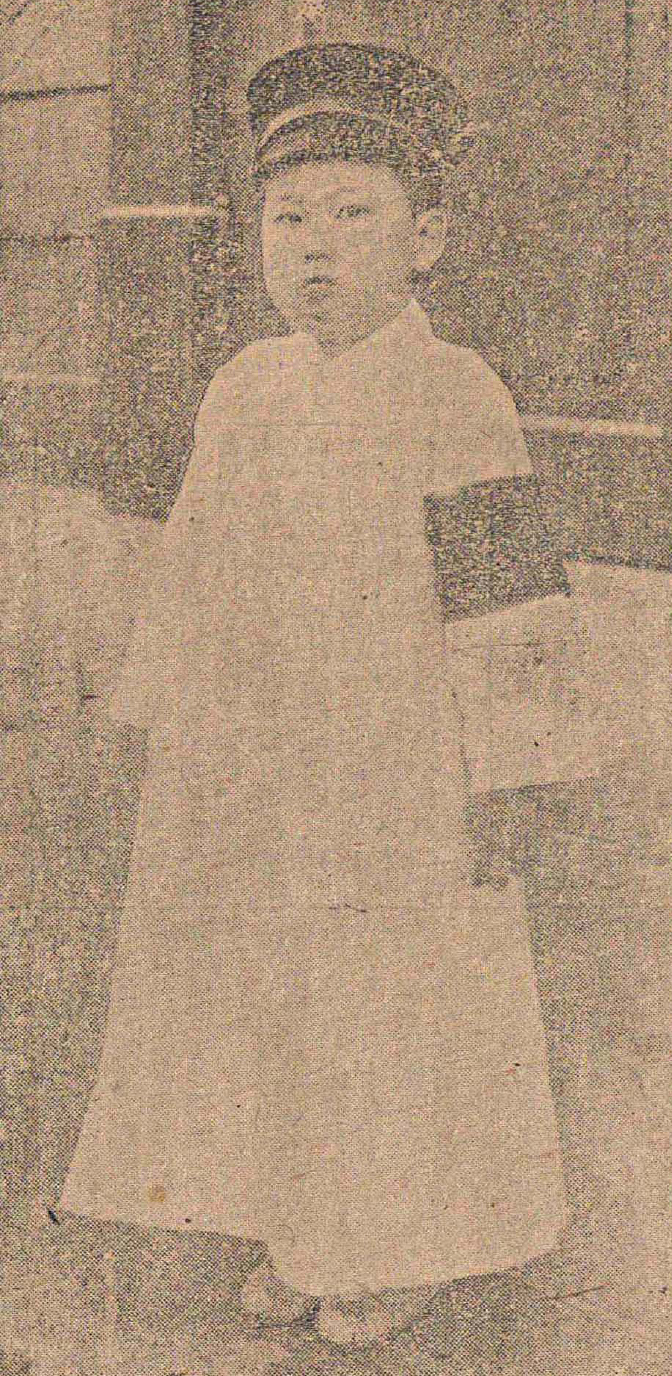
A gyermek herceg mostohaapja temetésén (1917)

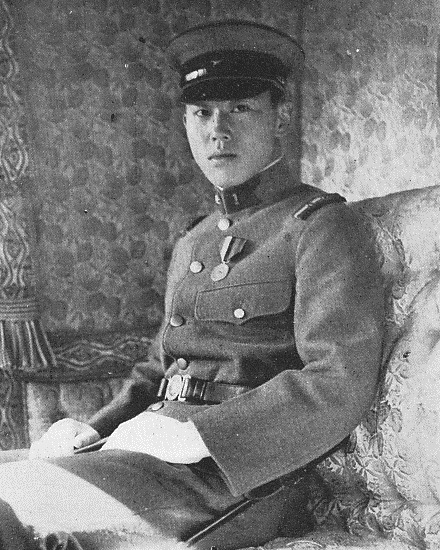
I U herceg japán tanulmányai alatt (1932 körül)

I U herceg 1915–1918 között a szöuli, koreaiak számára alapított Kjongszong magánóvodába járt, 1918. március 28-án ballagott el. Óvónője, Kjógucsi Szadako (京口貞子) így nyilatkozott a hercegről: „Mennyire intelligens, máris tudja a mindennapokban használt japán szavak felét, és nagyon szépen énekel. […] Víg kedélyű, kiegyensúlyozott és értelmes, soha nem akar veszíteni, de a kisebb gyerekekre féltő gonddal vigyáz.” Az Unhjon-palota japán titkára is hasonló véleménnyel volt a hercegről: „Őfensége I Dzsunjong hercegnek újonnan kiválasztott mostohafia a legutóbbi temetésen főgyászolóként kifogástalanul viselkedett, pedig csak idén lesz hatéves, mégis nagyon nyugodt és értelmes.” 1919 áprilisától fogva a herceg a szöuli Csongno elemi iskola tanulója volt,  ahonnan 1922 tavaszán, a harmadik tanév befejezése után jött el azért, hogy legtöbb, azonos korú rokonához hasonlóan Japánban folytatódjék az oktatása. Július 5-i dátummal lett a tokiói Főnemesek Iskolájának (Gakusúin, 学習院) alsó tagozatos tanulója, ahol a negyedik évfolyamos osztályba került. Tokiói tartózkodása alatt egy számára vásárolt, a sibujai körzetben található ingatlanban lakott, melyet az Unhjon-palota tokiói nyári rezidenciájaként könyveltek el. A kétszintes, nyugati stílusú villa építése 1925-re fejeződött be a palotahivatal irányítása alatt.
1926. április 25-én az utolsó koreai uralkodóként elhunyt Szundzsong koreai császár, I U herceg apai nagybátyja. I U herceg hazatért a temetés és a gyászszertartások idejére, több ünnepély celebrálásában segédkezett.
A japán–koreai megszállási egyezmény megkötésétől fogva a japán kormány többféle módon igyekezett a koreai uralkodócsaládot az ellenőrzése alá vonni. Ennek egyik eszköze volt az 1926. december 1-jén életbe lépett törvényrendelet (王公家軌範), melynek értelmében a koreai uralkodócsaládhoz tartozó, királyi, trónörökösi és hercegi rangot viselő férfiak, valamint a trónörökös elsőszülött fia tizennyolcadik életévük betöltése után kötelesek voltak katonatisztként vagy tengerésztisztként szolgálatot teljesíteni a japán hadseregben. Ennek következtében a főnemesi iskolát 1926-ban befejező I U herceg egészen 1929 márciusáig a porosz mintára létrehozott, kifejezetten gyermekek számára létesített központi japán katonaiskolába járt. 1929 áprilisában került a Japán Császári Hadiakadémiára, ahol a japán hadsereg legtöbb tisztjét képezték. 1931. március 18-án végezte el az akadémia előkészítőjét, és a tokiói 1. tüzérezrednél kadétként eltöltött féléves gyakorlatot követően októbertől immáron az akadémia rendes tagozatán folytatta a tanulást. 1933 októberében, az akadémiáról való elballagása után mintegy három hónappal a herceg megkapta alhadnagyi kinevezését és beosztották a császári őrség 1. számú tüzérségi ezredéhez. A szárazföldi tüzérségi iskolában töltött évei alatt, 1935 októberében léptették elő hadnaggyá. 1936. augusztus 1-jén áthelyezték a fővárosi szárazföldi tüzérség 8. ezredéhez, s ugyanezen év novemberében a tüzérségi iskolában is végzett. 1938. március 1-jén kapitányi rangra emelésével párhuzamosan a tüzérségi iskolában oktatóként kezdett dolgozni, és egyben ő lett a kiképzőregiment századparancsnoka is.
1938. december 27. és 1941. július 31. között a herceg a japán hadegyetem hallgatója volt; eközben 1940-ben három hónapon keresztül a kínai frontvonalat felügyelte. 1941-ben áthelyezték a koreai hadsereg-parancsnokságoz, és október 15-én előléptették őrnaggyá. A csendes-óceáni háború kitörése és a harcok elhúzódása miatt a következő év márciusában átvezényelték a hadegyetem kutatórészlegére. 1944 márciusában törzstisztként a kínai Sanhszi (Shanxi) tartományban található Tajjüan (Taiyuan) városába helyezték át az észak-kínai hadtest 1. főhadiszállására. A környező  Tajhang-hegység (Taihang-hegység) kiváló terepet biztosított a japán uralom ellen harcoló partizánok számára, akik között gyakran koreaiak is voltak. Egyes vélemények szerint I U herceg támogatta és pártfogolta a partizáncsapatokat, ez azonban máig vita tárgya, minthogy semmilyen, ezt alátámasztó történelmi bizonyíték nem maradt fenn.

### Házassága és gyermekei
A japán kormány és a koreai japán főkormányzó a japánok helyzetét megerősítendő a koreai uralkodócsalád tagjait japán császári családtagokkal vagy főnemesekkel próbálta összeházasítani, olykor kényszert is alkalmazva. A koreai uralkodócsalád helyzetét szabályozó törvényrendelet 119. cikkelye kimondta, hogy a királyi famíliához tartozó személyek csak úgy házasodhatnak, ha előtte erre a mindenkori japán császár uralkodói rendeletben adott engedélyt. I Un koreai trónörökös, Dokhje hercegnő és I Gon herceg valamennyien japánnal kötöttek házasságot előre elrendezett frigyekben; s a palotahivatal I U herceg hitvesének is egy japánt szánt gróf Janagiszava Jaszucugu leánya személyében, aki I Gon herceg és I Un trónörökös feleségével is rokonságban állt. A közös őst Nabesima Naohiro őrgróf, egykori daimjó jelentette, így ha I U herceg Janagiszava grófkisasszonyt vette volna feleségül, akkor a koreai uralkodócsalád fiúutódjai valamennyien Nabesima-leszármazottak lettek volna.
Maga Gang herceg, I U herceg édesapja ellenezte azt, hogy fiai japán nővel kössenek házasságot, és I U herceg is koreai hitvest szeretett volna. A menyasszonyjelöltek közé ilyenformán bekerült a Gang herceggel szoros kapcsolatot ápoló gróf Pak Jonghjo unokája is, aki a japán házasság elöli kiútként hamar ígéretet is kapott az egybekelésre. Pak Cshandzsu (1914–1995) elismert szépségnek számított, a nők oktatásáért folytatott kiemelkedő tevékenységet. A menyasszony az uralkodóházzal is kapcsolatban állt: nagyapja, Pak Jonghjo felesége Csholdzsong koreai király leánya volt. Pak Jonghjo reformpárti politikus és később a függetlenségért küzdő államférfi volt, neki tulajdonítják a koreai zászló megalkotását. I U herceg mostohaanyja, kvangszani Kim úrhölgy azonban ellenezte a választást, mivel Pak Jonghjóra az a gyanú vetült, hogy 1895-ös miniszterelnöksége folyamán érintett volt Kim Hagu meggyilkoltatásában és egy I Dzsunjong herceg elleni lázadás tervezésében. I U herceg a vőlegényi levél és a jegygyűrű elküldésével kérte meg a grófkisasszony kezét, és csak a leánykérés után értesítette erről a királyi család ügyeit intéző kormányszerv miniszterét, kész tényként közölve vele az eljegyzést. A koreai palotahivatal a japán császár beleegyezése nélkül félt a herceg döntésének elfogadásától, ehelyett továbbra is nyomást igyekezett gyakorolni rá, hogy a japán császári családból válasszon magának jövendőbelit.

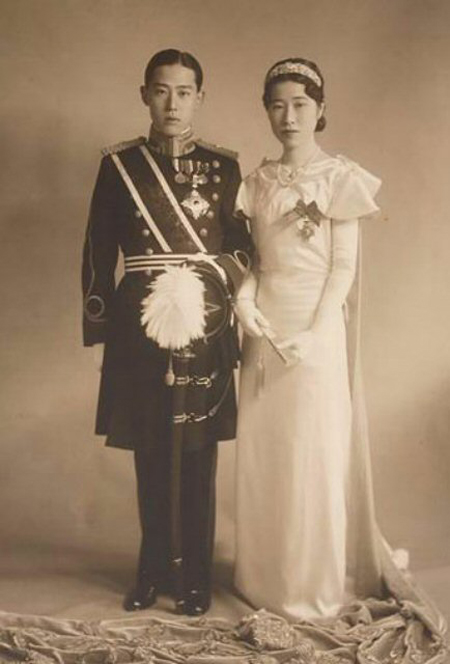
I U és Pak Cshandzsu esküvői fényképe (1935)

I U herceg koreai feleség mellett való makacs kitartásának és Pak Jonghjo a japánok politikája ellen folytatott lobbijának hatására a japán és a koreai palotahivatal is meghátrált végül, és tudomásul vették a herceg és Pak Cshandzsu egybekelését. Pak Jonghjo személyesen utazott el a japán fővárosba, hogy a japán felsőház és a császári államtanács tagjaihoz fűződő kapcsolatai révén mozdítsa elő unokája házasságának ügyét. A frigy engedélyezése fölötti állásfoglalást a palotahivatal 1934. július 11-én hozta nyilvánosságra, 1935. április 17-én pedig Hirohito japán császár is beleegyezését adta.
I U koreai herceg és Pak Cshandzsu 1935. május 3-án tartották esküvőjüket a herceg tokiói villájában; a herceg katonai díszegyenruhát, a menyasszony pedig nyugati stílusú fehér ruhát viselt. Koreába visszatérve június 28-án a hagyományos koreai szertartásokon is részt vettek, valamint a Csoszon Szállodában és az Unhjon-palotában adtak esküvői fogadást. A párnak két fiúgyermeke született, mindketten a tokiói villában láttak napvilágot:
- I Cshong (이청, 李淸; 1936– ),[47] az Unhjon-palota ura;
- I Dzsong (이종, 李淙; 1940–1966),[48] autóbalesetben vesztette életét.[49]

I U herceget már kisgyermekként is értelmes, vidám, de ugyanakkor kiegyensúlyozott természetűnek írták le, aki hajlamos a versengésre. Osztálytársa a hadiakadémiáról, a japán császári ház mellékágához tartozó Aszaka Takahiko herceg (朝香宮孚彦王) visszaemlékezése szerint „mivel szíve mélyén folyamatosan ott lángolt a gondolat, hogy Koreát fel kell szabadítani, I U a japánokkal szemben sosem veszített és nem engedett nekik utat, mindenben megpróbált elöl járni.” „I U jófejű ember. Ha megharagudott, koreaiul beszélt. Szépen írt és énekelt, japán és koreai dalokat egyaránt. Amikor vitatkozott, rögtön koreait használt, így nem lehetett érteni.” Az Unhjon-palota magántanára kiemelte, hogy I U hercegnek „megingathatatlan hite volt abban, hogy Koreát fel kell szabadítani, és tartott a japán hadseregtől.” A koreai palotahivatal egyik vezető beosztású japán munkatársa azt mondta a herceggel kapcsolatban, hogy „a bátyja, I Gon herceg szelíd természetű ember lévén nem gond, azonban I U herceg nehéz eset, mivel a világért sem hallgat a belső emberekre.”
Sógornéja, a japán származású I Bangdzsa trónörökösné elmondása szerint „I U herceg általánosságban társaságkedvelő természetű és intelligens volt, de Japánnal szemben dacos, és emiatt a japánok között bajkeverőként viselkedett. […] Japán beavatkozásait kivétel nélkül elutasította.”
1938 környékén Hvang Sindok nőmozgalmi aktivista vállalkozói iskolát építendő helyet keresett az intézménynek, és az ügyben I U herceget is megkereste. A Szöul belvárosában ingatlannal rendelkező herceg örömmel egyezett bele abba, hogy a tulajdonjogot átruházza Hvang Sindokra és a telken épüljön fel az iskola. A leányiskola 1940-ben nyitotta meg kapuit Pak Cshandzsu hercegné hathatós segítségével; a hercegnét később, 1950 folyamán beválasztották az alapítványi intézmény igazgatótanácsába is.

### Halála és emlékezete

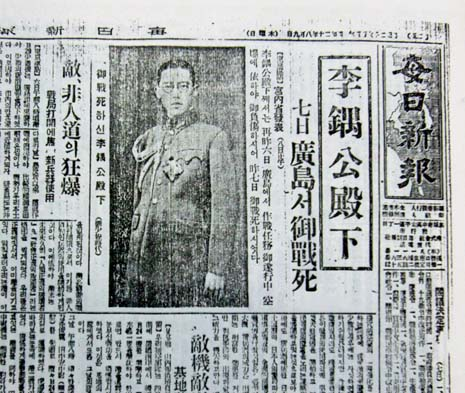
A herceg halálhírét közlő újság

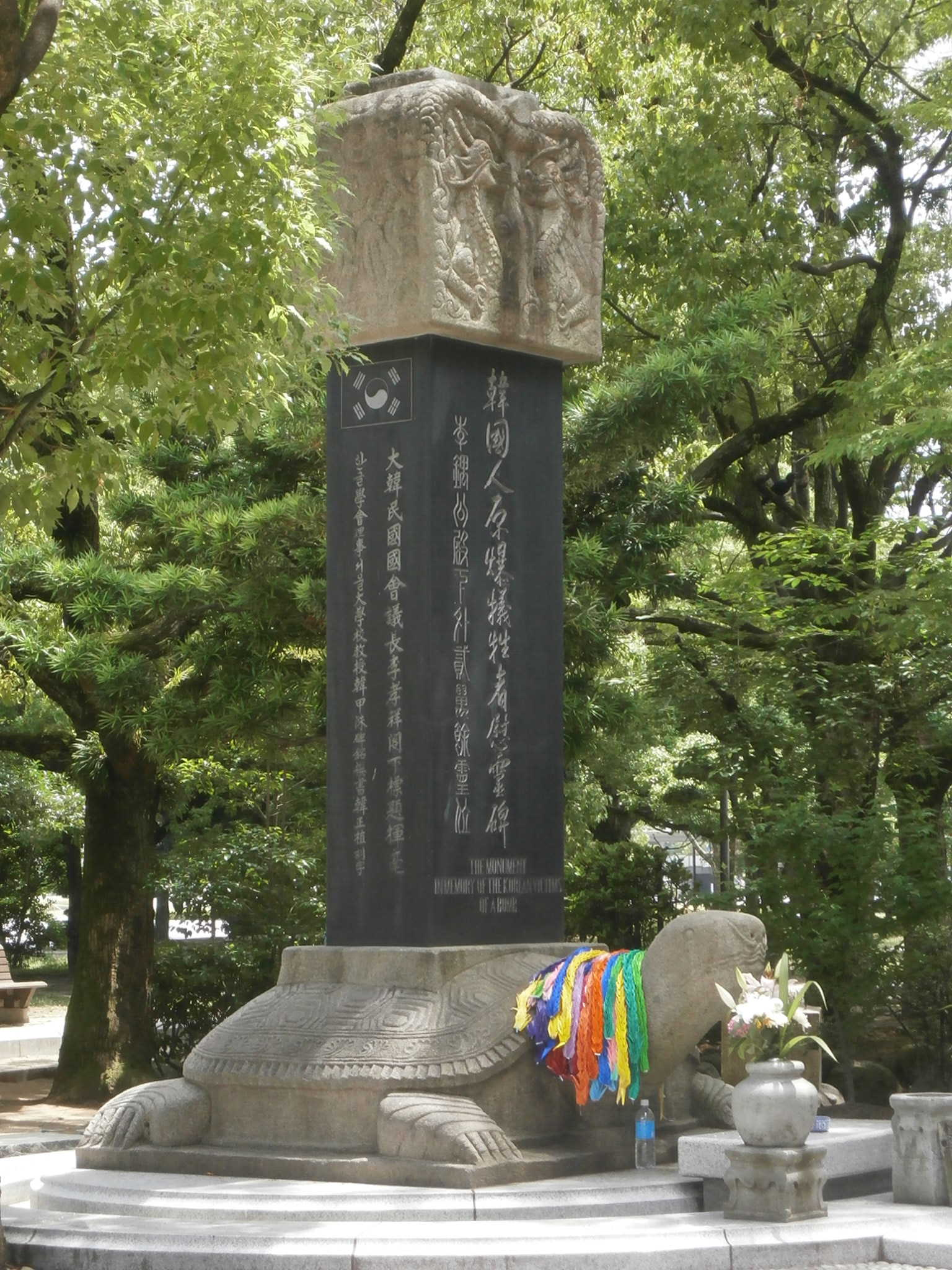
A koreai áldozatok emlékoszlopa Hirosimában

I U herceget 1945. június 10-én alezredessé léptették elő, és ezzel egyidőben a szövetségesek előrenyomulása és a szárazföldi területek tarthatatlansága okán visszarendelték a Japán-szigetekre. A herceg azonban nem tett eleget a parancsnak, minthogy otthon szeretett volna maradni és ott akarta hagyni a sereget. Ahelyett, hogy Japánba ment volna, az Unhjon-palotában tartózkodva a leszereltetéséért, illetve a szülőhazájába való áthelyezésért folyamodott, ám mindkét kérvényét elutasították. Az Unhjon-palotában töltött egy hónap során a herceg koreai újságírókkal és politikusokkal lépett érintkezésbe, és kifejtette a jövővel kapcsolatos aggodalmait: „Japán veresége elfogadott tény, Korea függetlenné válása pedig csak idő kérdése. Ám minthogy sem az Egyesült Államok, sem a Szovjetunió nem fog nyugton maradni, a felszabadulás utáni megegyezés súlyos probléma.”
1945. július 16-án a herceg a japán fővárosban találkozott a koreai trónörökös házaspárral, majd néhány nappal később távozott, hogy átvegye új posztját Hirosimában. Augusztus 6-án – noha a hirosimai katonai vezetés biztosított számára autót – a herceg ragaszkodott hozzá, hogy aznap lóháton menjen dolgozni, mivel hallotta az autót vezető szárnysegédjét egészségügyi problémáiból adódó fájdalmakra panaszkodni. A hirosimai 2. hadseregcsoport főhadiszállásához vezető úton, a Hukuja bevásárlóközpont környékén tartott, amikor ledobták a hirosimai atombombát. A robbanás középpontjától mintegy 710 méterre lévő herceg súlyosan megsérült, sárral borított testére délután találtak rá a bomba célpontjaként szolgáló Aioi híd alatt. Még aznap este a Hirosimától délre fekvő, az atomtámadástól megmenekült Ninosima szigetén lévő haditengerészeti kórházba szállították. A herceg visszanyerte ugyan az eszméletét, de éjfél körül állapota rohamosan romlani kezdett, és augusztus 7-én hajnalban, magas láztól szenvedve végül  elhunyt.
Halálának másnapján testét repülőgéppel szállították az Unhjon-palotába, és konzerválták. A herceg japán segédtisztje, Josinari Hirosi (吉成弘), aki a végzetes napon a herceg előtt indult el autóval, és így elkerülte a robbanást, augusztus 8-án este szeppukut követett el, mivel szárnysegédként képtelen volt megvédelmezni a herceget. Augusztus 13-án a herceget posztumusz ezredesi rangra emelték. A végső tiszteletadást augusztus 15-én délben tartották volna a mai Dongdemun stadionban, azonban Hirohito japán császár rádióadásban közvetített beszéde miatt elhalasztották délután három órára. A szertartást, mely a koreai hadsereg magas rangú tisztjének kijáró keretek között zajlott, a Szöulban japán mintára felállított Csoszon singung sintó szentély íjásza vezette; és Abe Nobujuki koreai főkormányzó mellett több, magas beosztású japán tiszt és hivatalnok is részt vett rajta. A herceg maradványait az Unhjon-palota háznépének közös temetkezési helyén, a Szöul melletti Namjandzsu városban található Hungvon (흥원, 興園) síremlékben helyezték örök nyugalomra mostohaapja mellé. Feleségét és közlekedési balesetben elhunyt második fiát szintén ide temették.
I U koreai herceget a család hagyományait követve halála után a Hungjonggun (흥영군, 興永君) névvel illették; ez azonban nem hivatalos posztumusz név, hanem úgynevezett „magán posztumusz név” (사시, 私諡), melyet az elhunyt hozzátartozói használnak a halott megnevezésére.
1959. október 17-én a japán kormány a család hozzájárulása nélkül helyezte el I U herceg lélektábláját a Japánban háborús hősöknek tekintett katonáknak és civileknek emléket állító Jaszukuni-szentélyben. A nyilvánosság előtt sokáig ismeretlen, csak az ezredforduló után köztudottá váló tényt koreai oldalról sokan nehezményezték és vitatták. 1970. április 10-én a Japánban élő koreaiak Dél-Koreához kötődő szervezete, a Mindan Hirosima prefektúrában emlékművet emelt az atombomba koreai áldozatainak emlékére.  A síremlék elhelyezése a hirosimai emlékparkban akkor politikai nehézségekbe ütközött, így helyette oda került, ahol I U herceg testét megtalálták a bomba ledobása után. A kő elülső felére a következő feliratot vésték: „Az atombomba koreai áldozatainak emlékműve. I U herceg őfensége és 20 000 másik ember lelkének emlékére.” 1999 júliusában, hosszas egyeztetések után az emlékművet végül átköltöztették a Hirosimai Béke Emlékparkba.
A 2000-es években I U herceg koreai honlapokon és különböző internetes fórumokon felbukkanó és terjedő fényképei, valamint a róla szóló anekdoták felkeltették az internetes közösség figyelmét; a herceg a „szép arcú császárunoka” (얼짱 황손) becenevet kapta. 2009. december 4–12. között a herceg életén alapuló darabot (운현궁 오라버니) állítottak színpadra a Namszan Művészeti Központban. I U koreai herceg feltűnik egy kámeaszerep erejéig a 2016-os The Last Princess (koreaiul: 덕혜옹주, Dokhje ongdzsu) című filmben; a herceget Ko Szu alakította.

## Leszármazása, utódainak sorsa

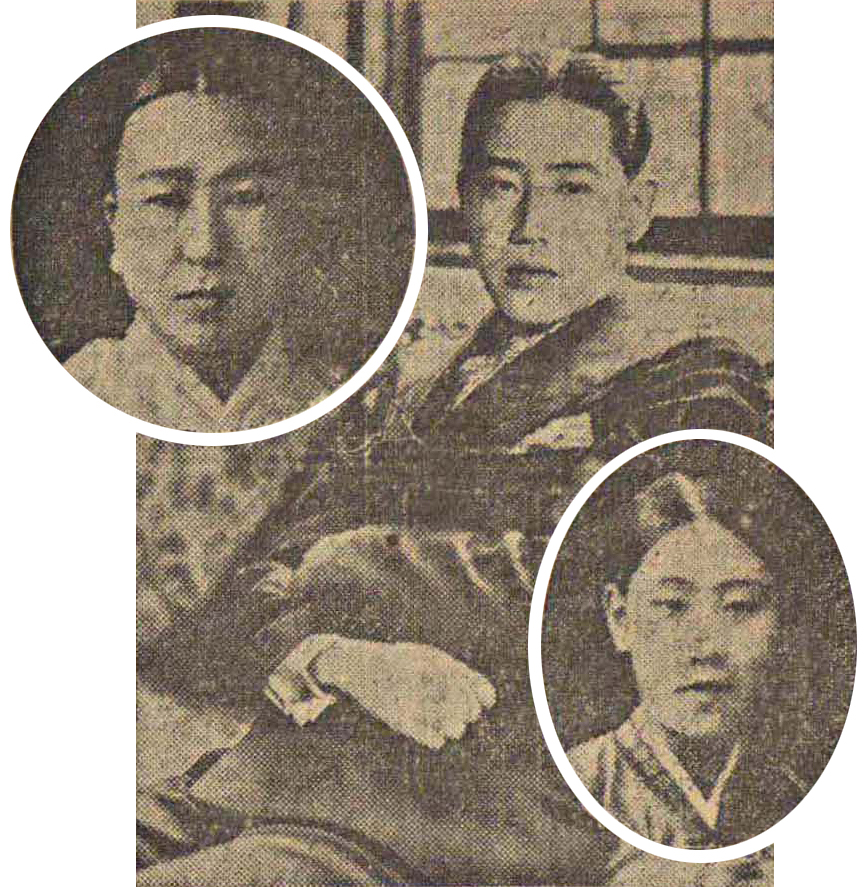
kvangszani Kim úrhölgy, I U herceg és mostohahúga, I Dzsinvan hercegnő

1945-ben, a független koreai állam létrejötte után életbe lépett, az uralkodóház vagyonáról rendelkező törvény (구황실재산법) államosította a család vagyonát, azonban az Unhjon-palota Pak Cshandzsu hercegné és a néhai Tevongun I Haung herceg magánbirtokaként kivételt képezett az állami tulajdonba való vétel alól, így 1948-ban I U herceg fia és örököse, I Cshong herceg peres úton visszaszerezte a tulajdonjogot a birtok felett. I Cshong később felosztotta a palotához tartozó földeket, és eladta őket különböző oktatási intézményeknek – többek között a Dokszong Nőegyetemnek –, majd 1993-ban maga a palota lett Szöul város tulajdona, hogy felújítása után ma múzeumként fogadja a látogatókat.
I U herceg elsőszülött fia, I Cshong herceg felsőfokú tanulmányait az Egyesült Államokban végezte, itt szerzett építészmérnöki diplomát. Később visszatért Koreába, és felmenőivel, elsősorban Tevongun régensherceggel kapcsolatban végez kutatómunkát. A másodszülött fiú, I Dzsong herceg szintén amerikai egyetemen végzett; 1966. december 25-én közlekedési balesetben hunyt el.
A 2000-es években egy I Cshonam nevű férfi azzal hívta fel magára a sajtó figyelmét, hogy ő I U herceg és Ju Dzsongszun házasságon kívül született fiúgyermeke. Állítása szerint Ju Dzsongszun rövid ideig a herceg menyasszonya volt Pak Cshandzsu előtt, azonban sem erre, sem a rokonsági kapcsolatra sincsen semmilyen bizonyíték I Cshonam beszámolóján kívül, és az elvégzett DNS-teszt is cáfolta, hogy a férfi I U herceg gyermeke volna.
|                         |                         | I Haung Hungszon Tevongun | I Haung Hungszon Tevongun | I Haung Hungszon Tevongun   | I Haung Hungszon Tevongun   | I Haung Hungszon Tevongun   | I Haung Hungszon Tevongun   |                                 |                                 |                                 |                                 |                                 |                                 | Min Johung | Min Johung | Min Johung | Min Johung | Min Johung | Min Johung |                          |                          |                          |                          |                          |                          |               |               |               |               |            |            |               |               |               |               |               |               |  |  |  |  |
|                         |                         | I Haung Hungszon Tevongun | I Haung Hungszon Tevongun | I Haung Hungszon Tevongun   | I Haung Hungszon Tevongun   | I Haung Hungszon Tevongun   | I Haung Hungszon Tevongun   |                                 |                                 |                                 |                                 |                                 |                                 | Min Johung | Min Johung | Min Johung | Min Johung | Min Johung | Min Johung |                          |                          |                          |                          |                          |                          |               |               |               |               |            |            |               |               |               |               |               |               |  |  |  |  |
|                         |                         |                           |                           |                             |                             |                             |                             |                                 |                                 |                                 |                                 |                                 |                                 |            |            |            |            |            |            |                          |                          |                          |                          |                          |                          |               |               |               |               |            |            |               |               |               |               |               |               |  |  |  |  |
|                         |                         |                           |                           |                             |                             |                             |                             |                                 |                                 |                                 |                                 |                                 |                                 |            |            |            |            |            |            |                          |                          |                          |                          |                          |                          |               |               |               |               |            |            |               |               |               |               |               |               |  |  |  |  |
| phungszani Hong úrhölgy | phungszani Hong úrhölgy | phungszani Hong úrhölgy   | phungszani Hong úrhölgy   | phungszani Hong úrhölgy     | phungszani Hong úrhölgy     |                             |                             | I Dzsemjon Hung császári herceg | I Dzsemjon Hung császári herceg | I Dzsemjon Hung császári herceg | I Dzsemjon Hung császári herceg | I Dzsemjon Hung császári herceg | I Dzsemjon Hung császári herceg |            |            | Kodzsong   | Kodzsong   | Kodzsong   | Kodzsong   | Kodzsong                 | Kodzsong                 |                          |                          | Csang úrhölgy            | Csang úrhölgy            | Csang úrhölgy | Csang úrhölgy | Csang úrhölgy | Csang úrhölgy |            |            |               |               |               |               |               |               |  |  |  |  |
| phungszani Hong úrhölgy | phungszani Hong úrhölgy | phungszani Hong úrhölgy   | phungszani Hong úrhölgy   | phungszani Hong úrhölgy     | phungszani Hong úrhölgy     |                             |                             | I Dzsemjon Hung császári herceg | I Dzsemjon Hung császári herceg | I Dzsemjon Hung császári herceg | I Dzsemjon Hung császári herceg | I Dzsemjon Hung császári herceg | I Dzsemjon Hung császári herceg |            |            | Kodzsong   | Kodzsong   | Kodzsong   | Kodzsong   | Kodzsong                 | Kodzsong                 |                          |                          | Csang úrhölgy            | Csang úrhölgy            | Csang úrhölgy | Csang úrhölgy | Csang úrhölgy | Csang úrhölgy |            |            |               |               |               |               |               |               |  |  |  |  |
|                         |                         |                           |                           |                             |                             |                             |                             |                                 |                                 |                                 |                                 |                                 |                                 |            |            |            |            |            |            |                          |                          |                          |                          |                          |                          |               |               |               |               |            |            |               |               |               |               |               |               |  |  |  |  |
|                         |                         |                           |                           | I Dzsunjong Jongszon herceg | I Dzsunjong Jongszon herceg | I Dzsunjong Jongszon herceg | I Dzsunjong Jongszon herceg | I Dzsunjong Jongszon herceg     | I Dzsunjong Jongszon herceg     |                                 |                                 |                                 |                                 |            |            |            |            |            |            | I Gang I császári herceg | I Gang I császári herceg | I Gang I császári herceg | I Gang I császári herceg | I Gang I császári herceg | I Gang I császári herceg |               |               | Kim Hungin    | Kim Hungin    | Kim Hungin | Kim Hungin | Kim Hungin    | Kim Hungin    |               |               |               |               |  |  |  |  |
|                         |                         |                           |                           | I Dzsunjong Jongszon herceg | I Dzsunjong Jongszon herceg | I Dzsunjong Jongszon herceg | I Dzsunjong Jongszon herceg | I Dzsunjong Jongszon herceg     | I Dzsunjong Jongszon herceg     |                                 |                                 |                                 |                                 |            |            |            |            |            |            | I Gang I császári herceg | I Gang I császári herceg | I Gang I császári herceg | I Gang I császári herceg | I Gang I császári herceg | I Gang I császári herceg |               |               | Kim Hungin    | Kim Hungin    | Kim Hungin | Kim Hungin | Kim Hungin    | Kim Hungin    |               |               |               |               |  |  |  |  |
|                         |                         |                           |                           |                             |                             |                             |                             |                                 |                                 |                                 |                                 |                                 |                                 |            |            |            |            |            |            |                          |                          |                          |                          |                          |                          |               |               |               |               |            |            |               |               |               |               |               |               |  |  |  |  |
|                         |                         |                           |                           |                             |                             |                             |                             |                                 |                                 |                                 |                                 |                                 |                                 |            |            |            |            |            |            |                          |                          |                          |                          |                          |                          |               |               |               |               |            |            |               |               |               |               |               |               |  |  |  |  |
|                         |                         |                           |                           |                             |                             |                             |                             |                                 |                                 |                                 |                                 |                                 |                                 |            |            |            |            |            |            |                          |                          |                          |                          | I U                      | I U                      | I U           | I U           | I U           | I U           |            |            | Pak Cshandzsu | Pak Cshandzsu | Pak Cshandzsu | Pak Cshandzsu | Pak Cshandzsu | Pak Cshandzsu |  |  |  |  |
|                         |                         |                           |                           |                             |                             |                             |                             |                                 |                                 |                                 |                                 |                                 |                                 |            |            |            |            |            |            |                          |                          |                          |                          | I U                      | I U                      | I U           | I U           | I U           | I U           |            |            | Pak Cshandzsu | Pak Cshandzsu | Pak Cshandzsu | Pak Cshandzsu | Pak Cshandzsu | Pak Cshandzsu |  |  |  |  |
|                         |                         |                           |                           |                             |                             |                             |                             |                                 |                                 |                                 |                                 |                                 |                                 |            |            |            |            |            |            |                          |                          |                          |                          |                          |                          |               |               |               |               |            |            |               |               |               |               |               |               |  |  |  |  |
|                         |                         |                           |                           |                             |                             |                             |                             |                                 |                                 |                                 |                                 |                                 |                                 |            |            |            |            |            |            |                          |                          |                          |                          |                          |                          |               |               |               |               |            |            |               |               |               |               |               |               |  |  |  |  |
|                         |                         |                           |                           |                             |                             |                             |                             |                                 |                                 |                                 |                                 |                                 |                                 |            |            |            |            |            |            |                          |                          |                          |                          | I Cshong                 | I Cshong                 | I Cshong      | I Cshong      | I Cshong      | I Cshong      |            |            | I Dzsong      | I Dzsong      | I Dzsong      | I Dzsong      | I Dzsong      | I Dzsong      |  |  |  |  |

## Fordítás
- Ez a szócikk részben vagy egészben az 이우 (1912년) című koreai Wikipédia-szócikk ezen változatának fordításán alapul.  Az eredeti cikk szerkesztőit annak laptörténete sorolja fel. Ez a jelzés csupán a megfogalmazás eredetét és a szerzői jogokat jelzi, nem szolgál a cikkben szereplő információk forrásmegjelöléseként.